# Георги Дожа
Георги Дожа (на румънски: Gheorghe Doja, на унгарски: Makfalvai Dózsa György, на немски: Georg Dózsa von Makfalva, на латински: Georgius Dosa Siculus de Makfalva) е дребен секейски благородник от Седмоградско, който оглавява и ръководи селското въстание срещу едрите унгарски земевладелци (магнати) през 1514 г., което въстание носи неговото име – селско въстание на Георги Дожа.